# Баклажанная икра
Баклажа́нная икра́ — овощная икра, приготавливаемая из баклажанов.

## Описание
В книге «500 удивительных фактов о России» утверждается, что в России баклажанная икра появилась в XVII веке и что она была завезена из Ирана.
В начале 1970-х годов в СССР консервированная баклажанная икра в банках обычно в больших количествах стояла на полках магазинов, и её очень вяло раскупали. Этот факт (что эта икра никому не нужна и/или доступна в больших количествах) был обыгран в фильме Леонида Гайдая «Иван Васильевич меняет профессию» в шутке про «икру заморскую, баклажанную». После выхода фильма на экраны баклажанную икру стало модно подавать на стол.